# 锡泰
锡泰（法語：Citey，法語發音：[sitɛ]）是法国上索恩省的一个市镇，属于沃苏勒区。

## 地理
锡泰（47°25'48"N, 5°47'22"E）面积5.76 平方千米，位于法国勃艮第-弗朗什-孔泰大區上索恩省，该省份为法国东部内陆省份，北起顺时针与孚日省、贝尔福地区省、杜省、汝拉省、科多尔省和上马恩省接壤。
与锡泰接壤的市镇（或旧市镇、城区）包括：昂日雷、日村、韦勒弗雷和韦勒弗朗日、科隆比讷。

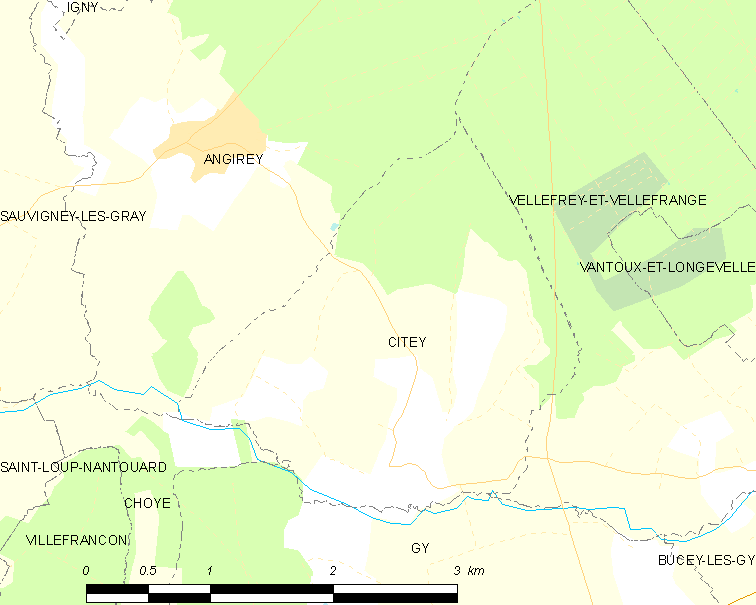
锡泰的OSM定位图

锡泰的时区为UTC+01:00、UTC+02:00（夏令时）。

## 行政
锡泰的邮政编码为70700，INSEE市镇编码为70156。

## 政治
锡泰所属的省级选区为马尔奈县。

## 人口

1962-2008年间锡泰人口变化图示

锡泰于2022年1月1日时的人口数量为106人。